# Together Forever (Rick Astley-dal)
A Toghether Forever című dal a brit Rick Astley 1988. január 12-én megjelent kislemeze a Whenever You Need Somebody című stúdióalbumról. A dal No.1. helyezett volt az amerikai Billboard Hot 100-as listán 1988. június 18-án.
Ez volt Astley második és egyben utolsó amerikai No.1 helyezése. Az Egyesült Királyságban a dal 2. helyezést ért el, megelőzve őt Kylie Minogue I Should Be So Lucky című dalával. A dal hasonló akkordokat, és stílust képviselt, mint a Never Gonna Give You Up, bár ez akkor gyakori volt a legtöbb Stock Aitken Waterman által gyártott dalokban.

## Megjelenések
12"  Japán RCA – RPS-1038
- A	Together Forever (Lover's Leap Extended Remix) 7:00 Remix – Pete Hammond, Written-By – Stock/Aitken/Waterman
- B	I'll Never Set You Free 3:30 Mixed By – Mark McGuire, Written-By – Astley

## Slágerlista

### Heti összesítések
| Slágerlista (1988-89)                                   | Legjobb helyezés |
| ------------------------------------------------------- | ---------------- |
| Ausztrália (ARIA Chart)                                 | 19               |
| Ausztria Austrian Singles Chart                         | 10               |
| Kanada Canadian Singles Charts                          | 1                |
| Hollandia Dutch Top 40                                  | 12               |
| Franciaország French SNEP Singles Chart                 | 18               |
| Németország German Singles Chart                        | 5                |
| Írország (IRMA)                                         | 1                |
| Spanyolország (AFYVE)                                   | 1                |
| Svájc Swiss Singles Chart                               | 14               |
| Egyesült Királyság UK Singles (Official Charts Company) | 2                |
| US Billboard Hot 100                                    | 1                |
| US Billboard Adult Contemporary                         | 2                |
| US Billboard Dance Club Songs                           | 1                |

### Év végi összesítések
| Slágerlista (1988)                  | Helyezés |
| ----------------------------------- | -------- |
| Belgium (Flanders) Singles Chart    | 54       |
| Egyesült Királyság UK Singles Chart | 48       |
| US Billboard Hot 100                | 44       |
| Németország German Singles Chart    | 42       |